# 양광 (중국)

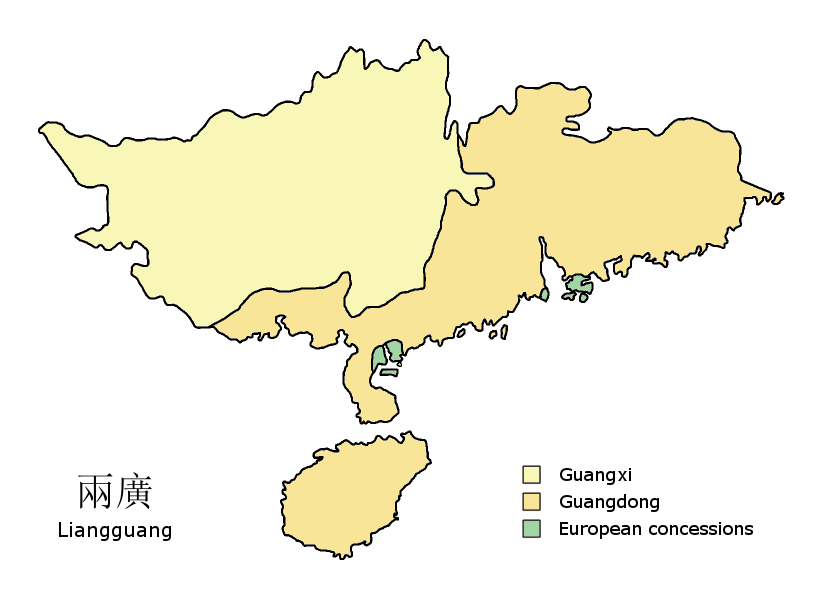
1900년경 광둥성과 광시성. 광시성 남부 광둥성 서부(난루 지역)는 이후 광시성으로 편입되어 바다에 접근할 수 있게 되었다.

양광(정체자: 兩廣; 간체자: 两广; 병음: Liǎngguǎng; 예일식 광둥어: Léuhng Gwóng; literally: "두 개의 넓은 지역"; 우정식 병음: Liangkwang)은 광둥성과 옛 성이자 현재 자치구인 광시 좡족 자치구를 통틀어 이르는 중국어 용어이다. 특히 청나라 시대의 량광 총독부를 지칭하며, 이 시기에는 이 영토에 하이난성과 식민지였던 영국령 홍콩, 프랑스의 광저우만 조차지, 포르투갈령 마카오가 포함되었다. 양광 총독부는 1735년부터 1911년까지 존재했다.

## 역사
이 지역은 226년에 판위가 세워진 이래로 중국의 남방 지역으로 여겨졌다. 그 전에는 남해군으로 알려졌다.

### 광시 자치
1920년대와 1930년대에 좡족이 지배하는 광시 지역은 국공 내전에서 중국공산당을 크게 도왔다. 1952년, 중화인민공화국은 광시 서부에 좡족 자치주를 설립했다. 그러나 일부 좡족 학자들은 이 결정이 해당 소수민족의 진정한 풀뿌리 요구에서 비롯된 것이 아니라고 본다. 좡족은 당시 성 인구의 33%만을 차지했는데, 이는 좡족이 자신들의 독특한 문화와 생활 방식(예: 언어, 종교 등)을 명확히 유지하고 있다는 중국 학자들의 주장과는 상반된다. 조지 모슬리와 다이애나 래리와 같은 학자들은 대신 광시가 좡족 자치구로 전환된 것은 공산당에 대한 지역 감정을 무산시키고 범-영남 감정을 분쇄하기 위한 것이었다고 주장한다. 얼마 후, 광시 정부의 많은 광둥인들이 좡족으로 교체되었고, 1952년 광시는 광둥성의 난루 지역을 병합하여 이전에 내륙 지역이었던 곳에 바다로의 접근권을 부여했다. 1958년에 전체 성은 공식적으로 광시 좡족 자치구로 지정되었다.

### 하이난 분리
1988년, 하이난성은 광둥성에서 분리되어 별도의 성으로 설립되었다.

### 유럽의 식민지화

#### 홍콩
홍콩섬은 1842년부터 1997년 홍콩 반환 시까지 대영 제국에 할양되었으며, 이후 특별행정구로 전환되었다.

#### 광저우만 조차지
광저우만 조차지는 1898년부터 1946년 제2차 세계 대전 종전까지 프랑스 제3공화국에 조차되었다.

#### 마카오
마카오는 1557년부터 1999년 마카오 반환 시까지 포르투갈 제국에 양도되었으며, 이후 특별행정구로 전환되었다.

## 같이 보기
- 영남 (중국)